# Malaysian Trade Union Congress
De Malaysian Trade Union Congress (MTUC), in het Maleis Kongres Kesatuan Sekerja Malaysia is een Maleisische vakbond.

## Historiek
De vakbond werd opgericht onder de naam Malayan Trades Union Council en het stichtingscongres vond plaats op 27 en 28 februari 1949. In 1958 werd de naam gewijzigd in Malayan Trades Union Congress. Haar huidige naam kreeg ze omstreeks 1963.

## Structuur
Het hoofdkantoor is gelegen in de Jalan USJ 9/5T te Subang Jaya in de staat Selangor. Huidig voorzitter is Abdul Halim Mansor, huidig ondervoorzitter is Mohd Jafar Bin Abd Majid en huidig algemeen secretaris is Joseph Solomon.

### Bestuur
| Tijdspanne   | Voorzitter         |
| ------------ | ------------------ |
| 1950 - 1952  | Palayil Narayanan  |
| 1952 - 1953  | C.H. Yin           |
| 1953 - 1954  | Mohd Yusoff        |
| 1955 - 1956  | Palayil Narayanan  |
| 1956 - 1957  | Tan Chong Bee      |
| 1957 - 1958  | Mohd Yusoff        |
| 1958 - 1959  | S.P.S. Nathan      |
| 1959 - 1960  | Lum Kin Tuck       |
| 1960 - 1961  | Ibrahim Bin Musa   |
| 1961 - 1962  | V.E. Jesudoss      |
| 1962 - 1963  | Yeoh Reck Chye     |
| 1963 - 1964  | Donald U'ren       |
| 1964 - 1965  | V.E. Jesudoss      |
| 1965 - 1972  | Yeoh Teck Chye     |
| 1973 - 1985  | Palayil Narayanan  |
| 1986 - 2004  | Zainal Rampak      |
| 2005 - 2010  | Syed Shahir        |
| 2011 - 2016  | Mohd Khalid Atan   |
| 2017 - heden | Abdul Halim Mansor |

| Tijdspanne   | Algemeen secretaris      |
| ------------ | ------------------------ |
| 1950 - 1952  | X.E. Nathan              |
| 1952 - 1954  | M. Arokiasamy            |
| 1955 - 1960  | K.V. Thaver              |
| 1960 - 1962  | Bachee Saw               |
| 1962 - 1963  | Ibrahim Bin Musa         |
| 1963 - 1976  | Syed Jafer Hussain Zaidi |
| 1977 - 1978  | Yahaya Bin Mohd Ali      |
| 1979 1992    | David Vethamuthu         |
| 1993 -2010   | Govindasamy Rajasekaran  |
| 2011 - 2013  | Abdul Halim Mansor       |
| 2014 - 2016  | Gopal Kishnam            |
| 2017 - heden | Joseph Solomon           |

### Internationaal
De MTUC is aangesloten bij het Internationaal Vakverbond (IVV) en haar continentale afdeling IVV-AP. Daarnaast is de vakbond aangesloten bij de ASEAN Trade Union Council (ATUC).